# Murosternum latefasciatum
Murosternum latefasciatum är en skalbaggsart som beskrevs av Stefan von Breuning 1938. Murosternum latefasciatum ingår i släktet Murosternum och familjen långhorningar.
Artens utbredningsområde är Nigeria. Inga underarter finns listade i Catalogue of Life.